# Harpochloa
Harpochloa Kunth é um género botânico pertencente à família Poaceae.